# 尾屋葵
尾屋 葵（おや あおい、1996年12月12日 - ）は、日本の女優。
東京都出身。東映マネージメント所属。

## 来歴
- 2016年12月より、東映マネージメントの所属になる[2]。

## 人物
- 特技は、水泳(全種目）、剣道(初段）、ギター[1]。
- 趣味は、手話、ボルダリング、写真、テニス、バスケットボール[1]。

## 出演

### テレビドラマ
太字は主演、もしくはメインキャラクター。
- OLですが、キャバ嬢はじめました（2016年6月20日 - 7月18日、MBS） - キャバ嬢 役[3]
- 警視庁捜査一課9係 season12 第2話（2017年4月19日、テレビ朝日） - 中尾亜由子 役[4]
- 先に生まれただけの僕（2017年10月14日 - 12月16日、日本テレビ） - 吉川杏奈 役[5][6]
- 刑事ゆがみ 第1話（2017年10月12日、フジテレビ）[7]
- 教場II（2021年1月3日 - 4日、フジテレビ） - 小泉愛 役

### 映画
- オレの生きる道（2017年） - ヒロイン・彩乃 役[8][9]
- 一週間フレンズ。（2017年2月18日） - クラスメイト 役[10]
- 心が叫びたがってるんだ。（2017年7月22日） -  岡田愛美 役[11]
- 検察側の罪人（2018年8月24日） - 料亭仲居 役[12]

### 舞台
- 裸の王様（2015年11月11 - 15日、スペース・ゼロ）[13]
- AKB49 ～恋愛禁止条例～（2016年4月21日 - 26日、中日劇場） - アンサンブル 役[14]

### CM
- 京王電鉄 車内CM 「明大前篇」（2016年） - 女子大生 役
- NTTドコモ モバイルWiFiルーター web CM 東京ルーター ストーリー「I'm Router Girl -新社会人篇-」（2017年 - ） - 加藤茜 役
- ダイハツ ミライース 「デカい鍵 テニス」篇（2017年）[15]
- イーアイデム 「そこそこ美女と野獣」『departure』編（2018年）
- 大塚製薬 カロリーメイトゼリー 「棋士と女子大生」篇（2018年）
- 福岡空港 「それ福岡空港でよくない?」 ラーメン滑走路篇（2018年9月1日 - ）

### MV
- amazarashi 「フィロソフィー」（2017年11月28日 - ）[16]

### webドラマ
- 中国ネットドラマ 「天目危機」（2018年）

### その他
- au ショップムービー2018 「お客様との壁」
- サンドウィッチ2018（2018年） - 主演・夢野リサ 役[注 1]